# Komitat Bihar
Das Komitat Bihar (ungarisch Bihar vármegye, lateinisch Comitatus Bihariensis, rumänisch Comitatul Bihor) war eine Verwaltungseinheit im Zentrum des Königreichs Ungarn. Verwaltungssitz war Nagyvárad (1920–1940 und 1945–1950 Berettyóújfalu).
Heute liegt der kleinere Teil in Ungarn (in den heutigen Komitaten Hajdú-Bihar und Békés), der größere Teil in Rumänien (im Kreis Bihor).

## Geographie und Allgemeines

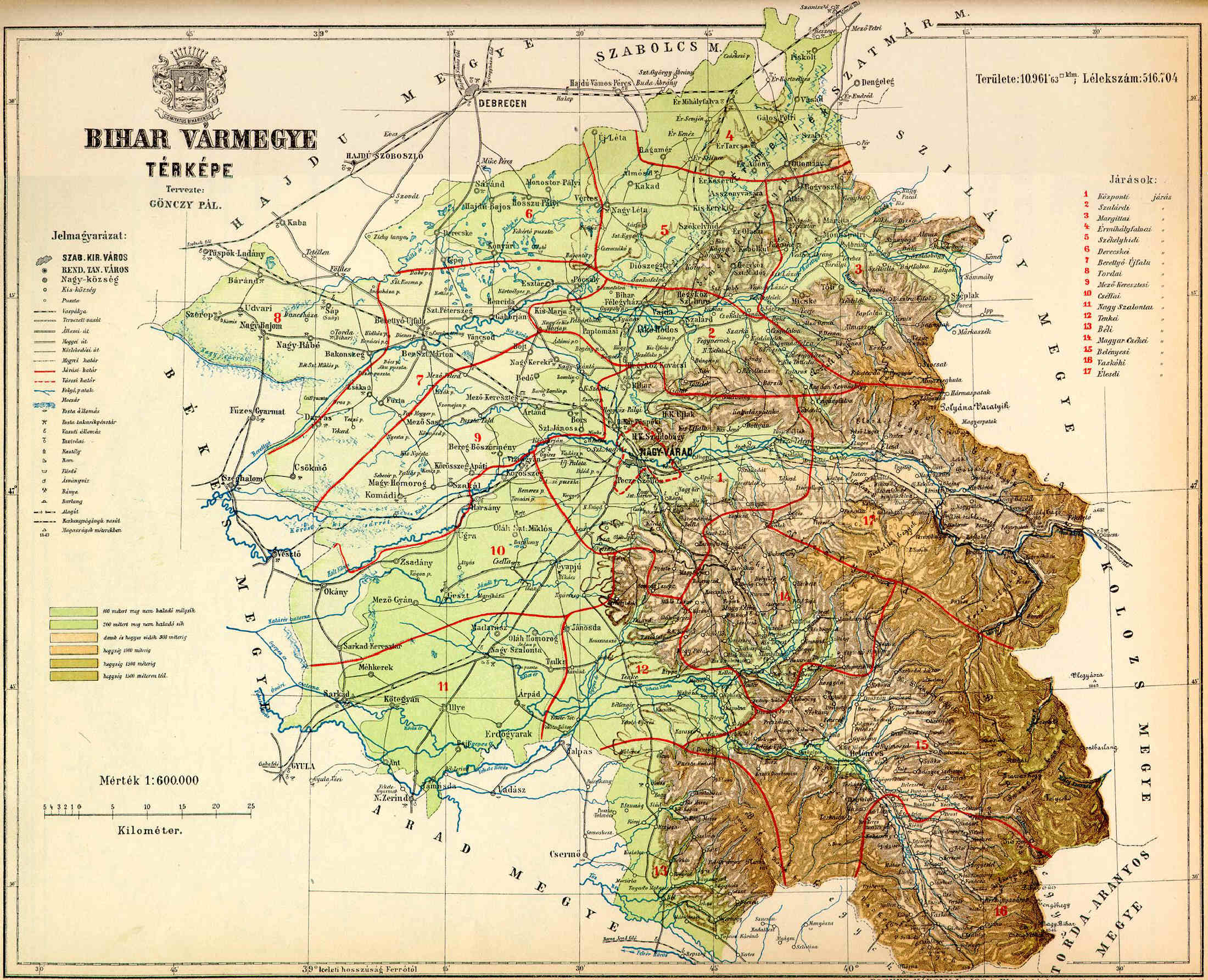
Karte des Komitats Bihar um 1890

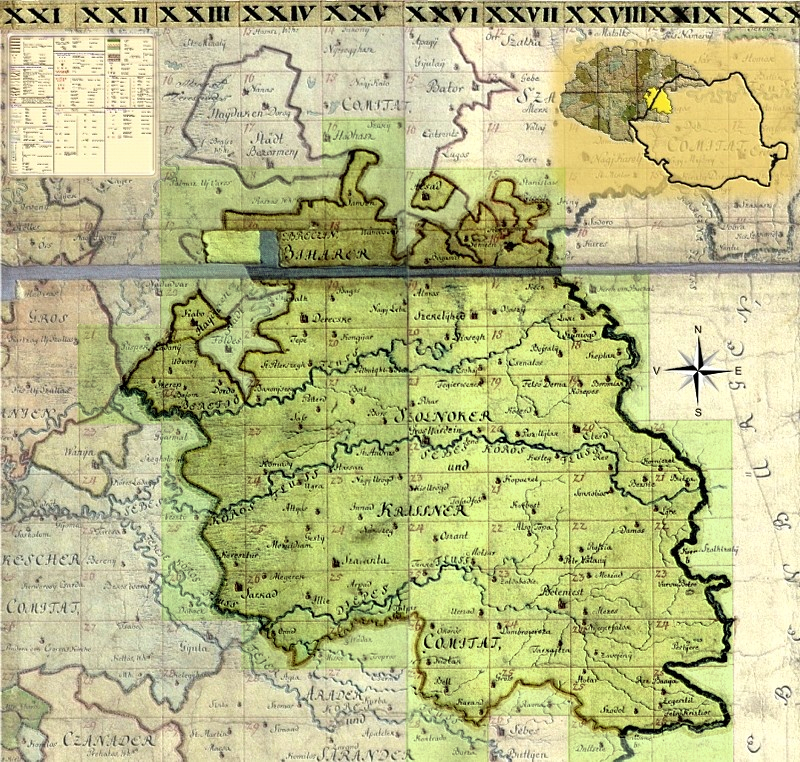
Komitat Bihar, 1782–85

Es grenzte an die Komitate Békés, Hajdú, Szabolcs, Szatmár, Szilágy, Klausenburg (Kolozs), Torda-Aranyos und Arad.
Früher war die Gespanschaft Bihar (ungarisch manchmal auch mit Biharország bezeichnet) das größte Komitat des transtisianischen Bezirks (tiszántúli kerület – „Bezirk jenseits der Theiß“) des Königlichen Ungarn. Es umfasste ein Gebiet von 10.611 km² (ohne die Stadt Nagyvárad). Das Relief des Komitats war äußerst unterschiedlich: Im Osten herrschte das Westsiebenbürgische Gebirge vor, im Westen das Große Ungarische Tiefland. Das Komitat bildete den Großteil der sogenannten Kreischgebiets (Körösvidék), da durch sein Gebiet zwei Kreischflüsse flossen: die Sebes-Körös (Schnelle Kreisch) und die Fekete-Körös (Schwarze Kreisch). Das Gebiet war so groß, dass es in mehrere ethnographische Gegenden unterteilt wurde (Érmellék, Bihari Mezőség, Rézalja, Sárrét usw.). Ein weiterer Hauptfluss der Gegend war die Berettyó.
Die Volkszählung 1910 ergab eine Bevölkerungszahl von 646.301 Personen. Darunter waren 365.642 (57 %) Ungarn, 265.098 (41 %) Rumänen, 3.599 (0,5 %) Deutsche und 8.457 (1 %) Slowaken. Die Ungarn lebten vor allem im Flachland des Komitats (welches heute größtenteils immer noch in Ungarn liegt), die Rumänen im Gebirge, die Deutschen in den Städten und die Slowaken rund um die Orte Berettyószéplak (Suplacu de Barcău) und Sólyomkővár (Șinteu). 249.613 Personen bekannten sich als Reformierte, 233.159 als Orthodoxe, 68.019 als römisch-katholische Katholiken, 57.488 als Angehörige der rumänisch griechisch-katholische Kirche und 32.462 als Israeliten.

## Bezirksunterteilung

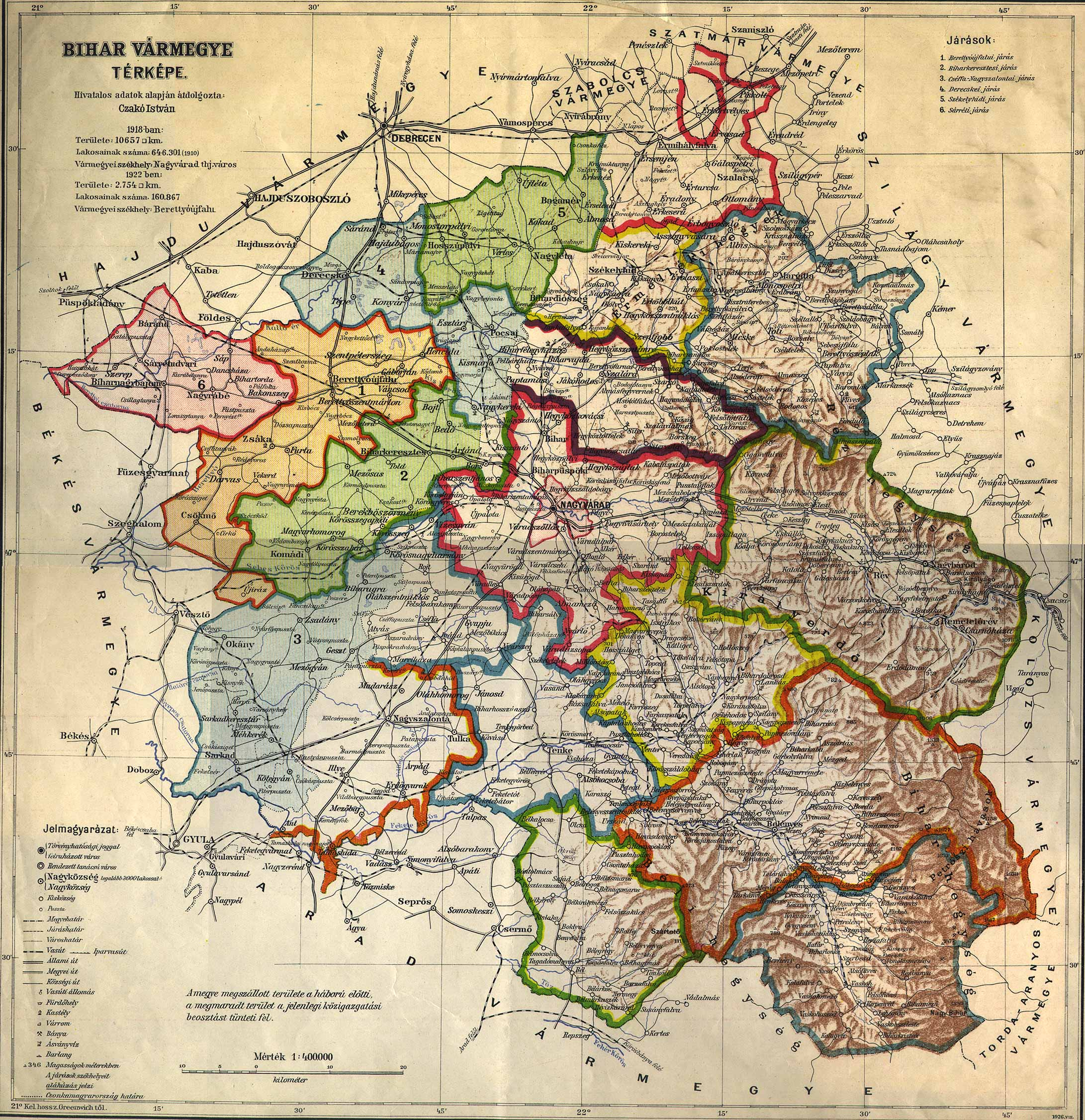
Administrative Karte

Das Komitat bestand im frühen 20. Jahrhundert aus folgenden Stuhlbezirken (nach dem Namen des Verwaltungssitzes benannt):
| Stuhlbezirke (járások)                | Stuhlbezirke (járások)               |
| Stuhlbezirk                           | Verwaltungssitz                      |
| ------------------------------------- | ------------------------------------ |
| Bezirk Bél                            | Bél, heute Beliu                     |
| Bezirk Belényes                       | Belényes, heute Beiuș                |
| Bezirk Berettyóújfalu                 | Berettyóújfalu                       |
| Bezirk Biharkeresztes                 | Biharkeresztes                       |
| Bezirk Cséffa                         | Cséffa, heute Cefa                   |
| Bezirk Derecske                       | Derecske                             |
| Bezirk Élesd                          | Élesd, heute Aleșd                   |
| Bezirk Érmihályfalva                  | Érmihályfalva, heute Valea lui Mihai |
| Bezirk Központ                        | Nagyvárad, heute Oradea              |
| Bezirk Magyarcséke                    | Magyarcséke, heute Ceika             |
| Bezirk Margitta                       | Margitta, heute Marghita             |
| Bezirk Nagyszalonta                   | Nagyszalonta, heute Salonta          |
| Bezirk Sárrét                         | Biharnagybajom                       |
| Bezirk Szalárd                        | Szalárd, heute Sălard                |
| Bezirk Székelyhid                     | Székelyhid, heute Săcueni            |
| Bezirk Tenke                          | Tenke, heute Tinca                   |
| Bezirk Vaskoh                         | Vaskoh, heute Vașcău                 |
| Stadtbezirk (rendezett tanácsú város) |                                      |
| Nagyvárad, heute Oradea               |                                      |

Die Orte Berettyóújfalu, Biharkeresztes, Derecske und Biharnagybajom liegen im heutigen Ungarn, die restlichen Orte in Rumänien.